# Aristide Bouvet
Pour les articles homonymes, voir Bouvet.
Aristide Bouvet est un homme politique français né le 29 juillet 1807 à Ambérieu (Ain) et mort dans la même ville le 21 juin 1878.

## Biographie
Médecin à Ambérieu, il est député de l'Ain de 1849 à 1851, siégeant au groupe d'extrême gauche de la Montagne.

## Sources
- « Aristide Bouvet », dans Adolphe Robert et Gaston Cougny, Dictionnaire des parlementaires français, Edgar Bourloton, 1889-1891 [détail de l’édition]